# مثبت التطبيقات
مُثبت التَطبيقات (بالإنجليزية: App Installer)‏ هو أحد مكونات برنامج ويندوز 10، الذي تَمَّ تقديمه في الذكرى السنوية للنظام عام 2016، ويُستخدم لتثبيت وصيانة التطبيقات المجمعة في حزم تثبيت .appx أو .appxbundle للنظام. يَتضمن هذان الملفان (كلاهُما) إما على واجهة برمجة تطبيقات ويندوز (إصدار: Win32) أو تطبيق منصة ويندوز العالمية، وأيقونات خاصة لـ قائمة البدء وشريط المهام ويتضمن إصدار افتراضي من أي مفاتيح تسجيل مطلوب، بالإضافة إلى مواد أخرى مطلوبة حتى يعمل التطبيق.
من ضمن مكونات مايكروسوفت ويندوز الأخرى الوحيدة القادرة على تثبيت حزم APPX هي مايكروسوفت ستور وباورشل. ومع ذلك يتطلب الأخير تشغيل وضع المطور. يوفر مثبت التطبيق واجهة يتم فتحها بالنقر فوق حزمة التثبيت.
يشبه تصميم البرنامج التصميم الخاص ببرنامج مثبت الويندوز [الإنجليزية]، والذي يقوم بتثبيت ملفات حزمة تنزيل الويندوز ‏ (.msi) مُستقلة. يعرض هذا البرنامج اسم التطبيق والمطور ولوحة قائمة ابدأ الخاصة بالتطبيق ومجموعة من الإمكانات التي تم تمكينها بواسطة بيان التطبيق. إذا نقر المُستخدم على زر التثبيت في الزاوية اليمنى السفلية، يتحقق مثبت التطبيق من الشهادة الرقمية للتطبيق. على عكس المثبت المستقل، يرفض مثبت التطبيق تثبيت تطبيق بدون شهادة رقمية صالحة.
يُمكن تغيير حجم البرنامج وعرضه في وضع ملء الشاشة وتتغير الخلفية بناءً على الضوء على مستوى النظام أو الوضع المظلم. يمكن تحديث التطبيقات المثبتة على الحاسوب باستخدام البرنامج من خلال مايكروسوفت ستور. من الممكن أيضًا تحديث أحد التطبيقات باستخدام هذا البرنامج عن طريق فتح حزمة برقم إصدار أعلى من الإصدار المثبت. نظرًا لأن عمليات تثبيت APPX تكون في وضع الحماية، على عكس البرامج التقليدية، فمن الممكن تشغيل عمليات تثبيت متعددة في وقت واحد.

## المَراجع
1. ↑  Dean، Madeleine (28 أبريل 2016). "Microsoft Desktop App Installer to improve the install of .appx apps". Windows Report. مؤرشف من الأصل في 2021-04-11.
2. ↑  Surur (2 مايو 2016). "Microsoft Desktop App Installer now available in the Windows Store". MSPoweruser. مؤرشف من الأصل في 2020-08-11.
3. ↑  Hassan، Mehedi (25 أبريل 2016). "Microsoft Desktop App Installer will make installing apps with .appx files a lot easier". MSPoweruser. مؤرشف من الأصل في 2020-08-06.
4. ↑  Hoffman، Chris. "How to Convert a Windows Desktop App to a Universal Windows App". How-To Geek. مؤرشف من الأصل في 2022-04-19.
5. ↑  "App Installer". Windows Store. مايكروسوفت. مؤرشف من الأصل في 2019-12-29.